# Посольство України на Кубі
Посольство України в Республіці Куба (ісп. Embajada de Ucrania en la República de Cuba) — дипломатична місія України на Кубі, знаходиться в місті Гавана.

## Завдання посольства
Основне завдання Посольства України в Гавані представляти інтереси України, сприяти розвиткові політичних, економічних, культурних, наукових та інших зв'язків, а також захищати права та інтереси громадян і юридичних осіб України, які перебувають на території Республіки Куба, Нікарагуа, Гондурасу, Сальвадору, Домініканської Республіки, Боліварської Республіки Венесуели та Гаїті.
Посольство сприяє розвиткові міждержавних відносин між Україною і Кубою на всіх рівнях, з метою забезпечення гармонійного розвитку взаємних відносин, а також співробітництва з питань, що становлять взаємний інтерес.

## Історія дипломатичних відносин
Республіка Куба визнала незалежність України 26 грудня 1991 року. 7 травня 1992 року було встановлено дипломатичні відносини між Україною та Кубою.
Посольство України в Республіці Куба почало роботу у вересні 1993 році.

## Керівники дипломатичної місії
1. Тараненко Олександр Сергійович (1995–1997), посол
2. Кулініч Олександр Григорович (02.1997-10.1997) т.п.[3]
3. Свинарчук Євген Григорович (1997–2000)
4. Красільчук Володимир Ярославович (2000–2001) т.п.
5. Пащук Віктор Вікторович (2001–2005)
6. Харамінський Віктор Володимирович (2005) т.п.
7. Гнєдих Олександр Іванович (2005–2008)
8. Хрипунов Олександр Вікторович (2008–2009) т.п.
9. Саєнко Тетяна Григорівна (2009–2013)
10. Козлов Володимир Іванович (2013) т.п.
11. Божко Олександр Федорович (2013[4]–2014)[5]
12. Козлов Володимир Іванович (04.2014-09.2014) т.п.
13. Киричок Олександр Вікторович (09.2014-09.2016) т.п.
14. Хоменко Михайло Миколайович (10.2016-05.2021)[6] т.п.
15. Фещенко Андрій Леонідович (2021) т.п.
16. Калінчук Олександр Анатолійович (2021) т.п.
17. Білик Ірина Володимирівна (2022) т.п.
18. Костюк Ірина Костянтинівна (з 2022)[7]